# فكتور يوهانسون
فكتور يوهانسون (بالسويدية: Viktor Johansson)‏ هو لاعب كرة قدم سويدي، ولد في 14 سبتمبر 1998.

## وصلات خارجية
- فكتور يوهانسون على موقع اتحاد السويد (السويدية)
- فكتور يوهانسون على موقع قاعدة بيانات كرة القدم.إي يو (الإنجليزية)
- فكتور يوهانسون على موقع Soccerway.com (الإنجليزية)